# バタイスク
座標: 北緯47度10分0秒 東経39度44分0秒 / 北緯47.16667度 東経39.73333度

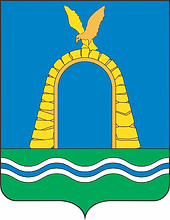
バタイスク市の紋章

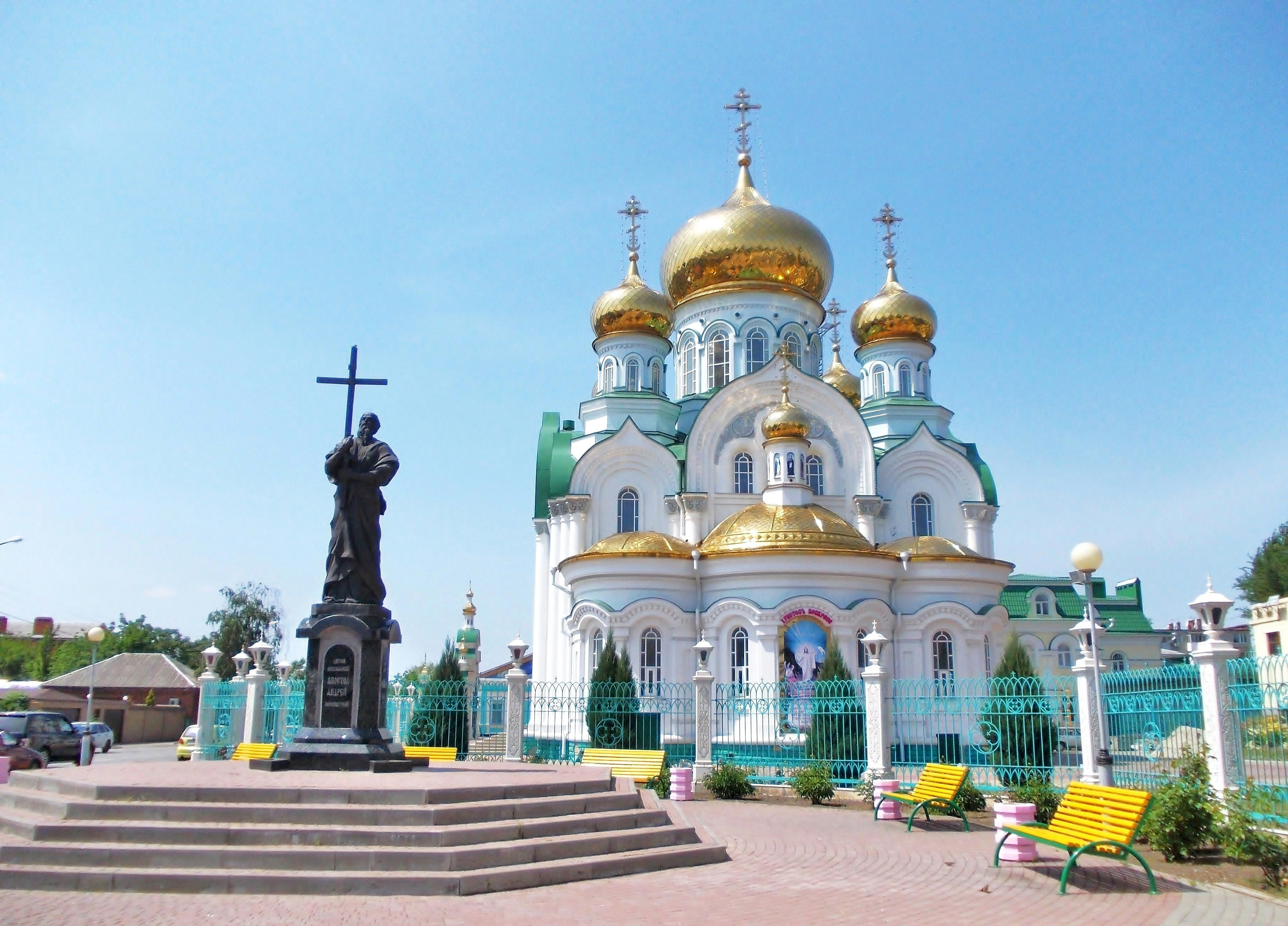

バタイスク（バターイスク、ロシア語: Бата́йск, Bataysk）は、ロシア南部のロストフ州にある都市。州都ロストフ・ナ・ドヌの15km南西、ドン川の対岸に位置する。人口は12万6988人（2021年）。

## 歴史

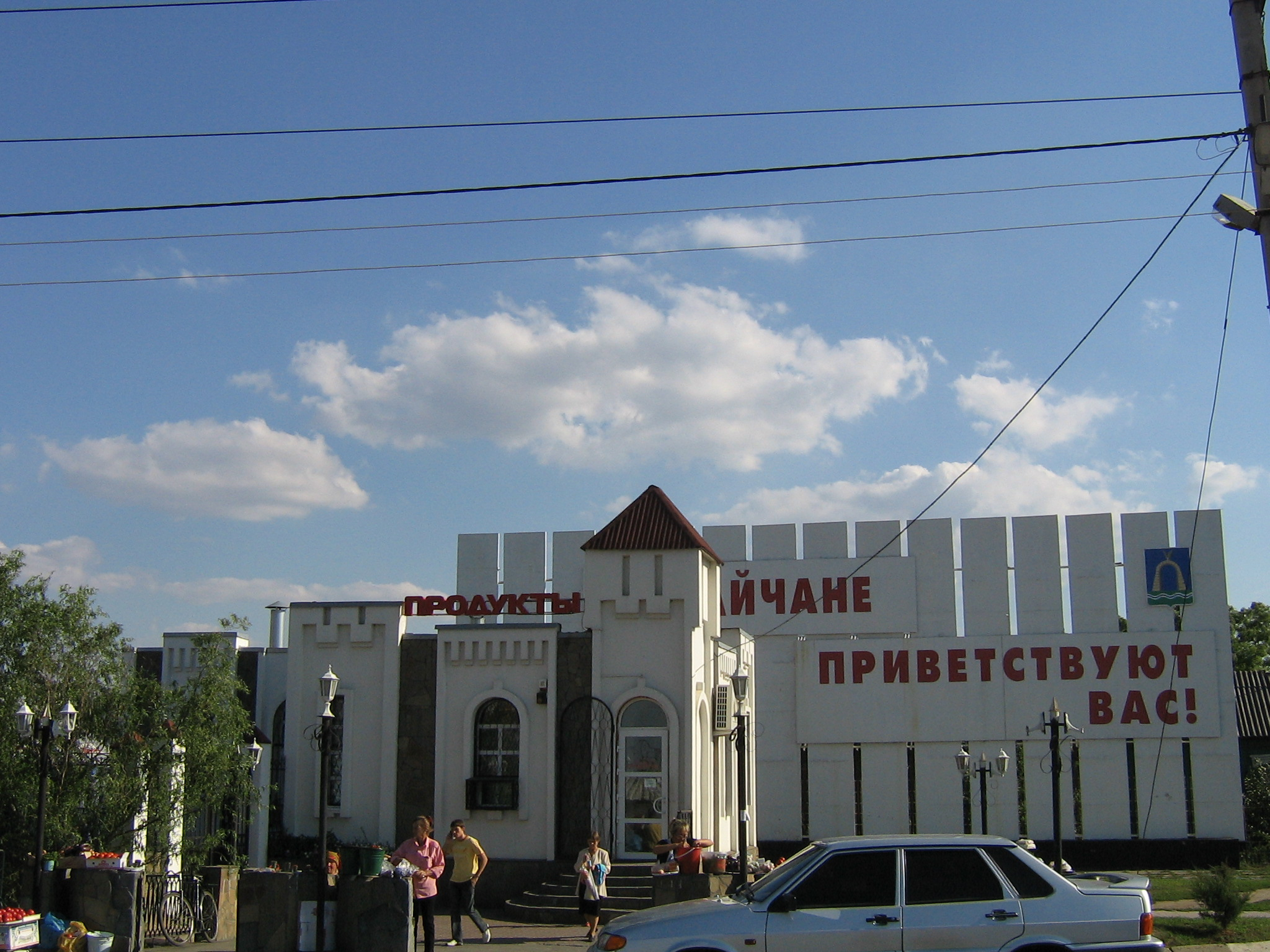
バタイスクの街

バタイスクの町は1769年に開かれ、1938年に市となった。
バタイスクはドン川がアゾフ海へと注ぐ河口部にある重要な港町アゾフをクリミア・ハン国の軍勢から守るための基地として建てられた。町の建設当時、1768年から1774年にかけて露土戦争が起こっていたが、この戦争以前はバタイスク周辺の地方はオスマン帝国に属していた。この地にあったオスマン帝国のバタイ要塞の名前から、ロシア語のバタイスクという地名が生まれている。
19世紀にはバタイスクは軍事的重要性は失ったが、ロシア中央部からクバン川地方へと向かう街道の途中にあることから経済的に発展した。1875年には北カフカスへ向かう北カフカース鉄道がバタイスクを通るようになった。
1920年代、この町に建てられた最初の工場群に電力を供給するため、はじめて電気が通った。1927年には労働者地区になり、人口が50,000人に達していた1938年には市となった。1931年には赤軍の飛行士訓練学校が設立され、その卒業生には宇宙飛行士のウラジーミル・コマロフらがいる。
1942年7月には赤軍とドイツ国防軍との間でバタイスクを巡る激しい戦闘が起きた。ドイツ軍はドン川を渡るための橋頭保を築き北カフカスへと進軍したが、スターリングラードの戦いが赤軍の勝利に終わった後にバタイスクも奪還された。バタイスクを巡る戦いで市民も多くが犠牲となった。戦後は都市基盤の再建が急速に進み、1950年代から1960年代にかけて市の規模も拡大している。

## 産業
バタイスクの産業の多くは、近隣の大都市ロストフ＝ナ＝ドヌの需要にこたえるためのものである。その中には食品、繊維、建材、コンクリートなどの産業が含まれる。高速道路M4が通り、鉄道の分岐点でもある。こうしたことから貨物や物流の拠点でもある。

## 出身者
- タチアナ・ルイセンコ - 陸上選手